# Алкона (окръг, Мичиган)
Окръг Алкона (на английски: Alcona County) е окръг в щата Мичиган, Съединени американски щати. Площта му е 4639 km², а населението - 11 719 души (2000). Административен център е град Харисвил.